# Cassique casqué
Cacicus oseryi
Espèce
Synonymes
- Cacicus oseryi, Cassicus oseryi (protonyme)
- Clypicterus oseryi
- Psarocolius oseryi (désuet)

Répartition géographique
Statut de conservation UICN

 LC  : Préoccupation mineure
Le Cassique casqué (Cacicus oseryi) est une espèce d'oiseaux de la famille des ictéridés.

## Taxonomie
À la suite de la publication de l'étude phylogénique de Powell et al. (2014), le Congrès ornithologique international (classification version 4.3, 2014) bouleverse la classification de la famille des Icteridae pour suivre ses conclusions. Cette espèce est transférée du genre monotypique Clypicterus Bonaparte, 1850 vers le genre Cacicus.

## Étymologie
Cet oiseau a été nommé en l'honneur de Alexandre Victor Eugène Hulot d'Osery (1819-1846), géologue et ingénieur des mines français, mort en Amérique du Sud.

## Nidification
Ce Cassique niche en colonie de 15 à 25 nids. Les colonies s’établissent dans un arbre dont la cime est généralement isolée des arbres avoisinants, vraisemblablement afin de réduire la probabilité que les singes atteignent et pillent les nids. Le Sapajou de Guyane et le Toucan à bec rouge sont des prédateurs connus des nids du Cassique casqué. Dans certaines régions, il niche dans les Cecropia où il obtient une protection contre les prédateurs venant des fourmis agressives vivant en symbiose avec le Cecropia.
Peu commun et localisé, le Cassique casqué est un résident des forêts des basses terres (généralement en deçà de 400 m) dans l’est du Pérou et de l’Équateur ainsi qu’à l’extrême ouest du Brésil.